# Waldhausen (Aalen)
Waldhausen ist ein östlich der Kernstadt gelegener Stadtbezirk der Großen Kreisstadt Aalen im Ostalbkreis in Baden-Württemberg (Deutschland).

## Geographische Lage
Waldhausen liegt auf der Hochfläche der östlichen Schwäbischen Alb, dem Härtsfeld. Südlich von Waldhausen liegt der Stadtbezirk Ebnat.
Zum Stadtbezirk Waldhausen gehören neben dem Hauptort Waldhausen die Weiler Arlesberg, Bernlohe, Beuren, Brastelburg, Geiselwang, Hohenberg, Simmisweiler, sowie das Gehöft Neubau.

## Geschichte
Grabhügel aus der Hallstattzeit (ca. 800 bis 480 v. Chr.) deuten darauf hin, dass die Gegend von Waldhausen bereits von den Kelten besiedelt war. Waldhausen wurde 1239 als „Walthusen“ erstmals erwähnt. Über Schenkungen verschiedener Lehnsmänner kam der Ort an die Herrschaft Kapfenburg und mit ihr an die Grafschaft Oettingen, die ihn 1364 an den Deutschorden verkaufte (Deutschordenskreuz im Wappen von Waldhausen rechts). Ein kleiner Teil blieb bei Ellwangen. Die Herren von Oettingen beanspruchten dennoch die hohe Obrigkeit. Nach der Reformation blieb Waldhausen katholisch. 1806 kam Waldhausen an Württemberg und gehörte zunächst zum Oberamt Neresheim. Bei dessen Auflösung 1938 kam Waldhausen zum Landkreis Aalen. Die zu Waldhausen heute gehörigen Weiler waren überwiegen ellwangisch und unterstanden dem Amt Kochenburg.
Zum 1. Januar 1970 wurde Waldhausen zu Aalen eingemeindet.

## Politik

### Ortschaftsrat
Der Ortschaftsrat des Stadtbezirks Waldhausen hat derzeit 12 Mitglieder, deren Amtszeit fünf Jahre beträgt. Die letzte Wahl fand bei der Kommunalwahl am 9. Juni 2024 statt. Diese ergab folgende Zusammensetzung (die Veränderungen der Fraktionsstärke beziehen sich auf die vorletzte Wahl im Jahr 2019):
| Fraktion                | Anzahl Sitze | Veränderung |
| ----------------------- | ------------ | ----------- |
| Unabhängige Bürgerliste | 7 Sitze      | ±0          |
| CDU                     | 4 Sitze      | −1          |
| SPD                     | 1 Sitze      | ±0          |

## Galerie

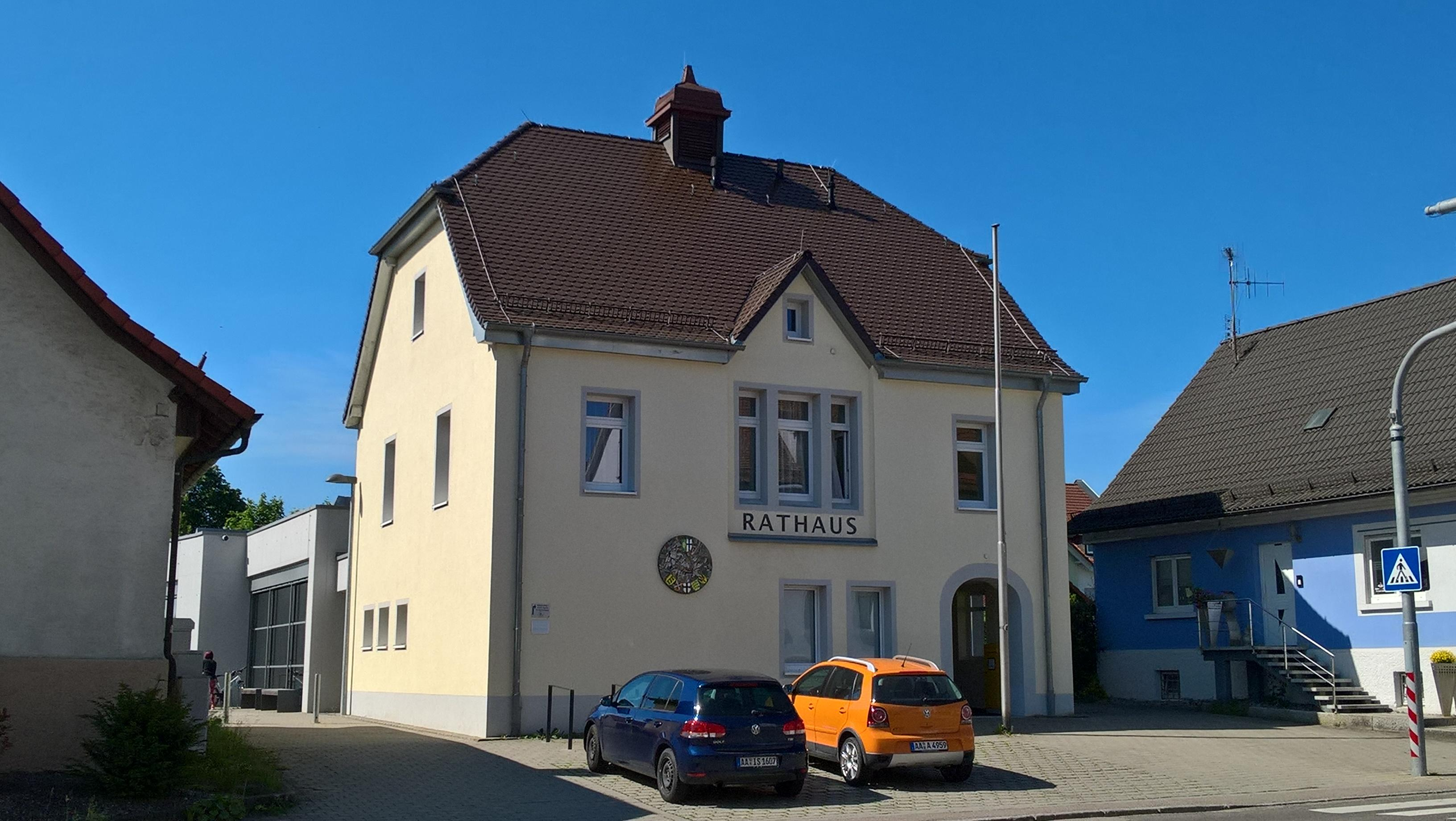
Rathaus
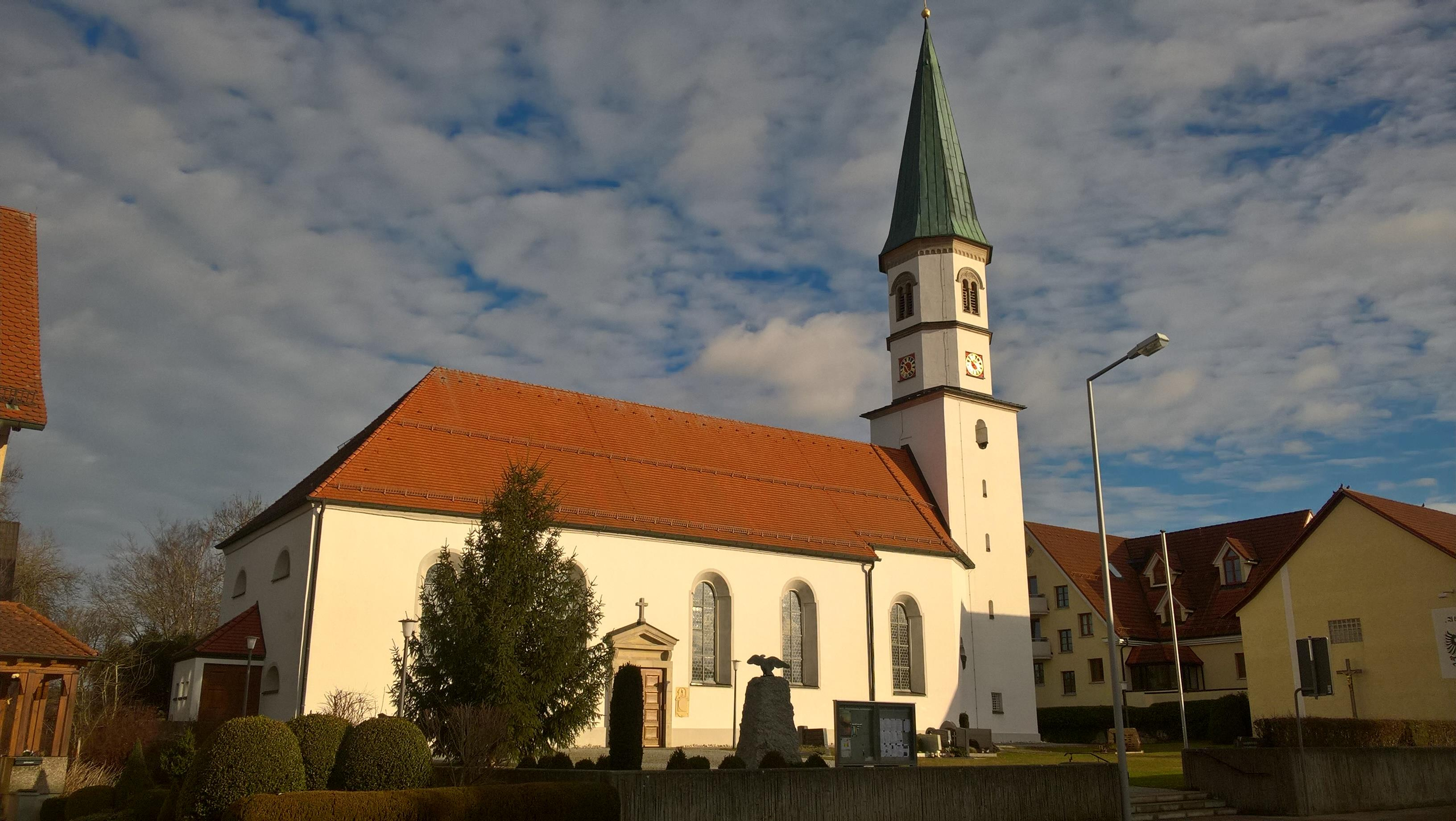
Katholische Kirche St. Nikolaus